# Río Miño
Río Miño (spanska, galiciska), eller rio Minho (portugisiska), är en flod i Galicien i nordvästra Spanien, som innan den rinner ut i Atlanten utgör landets gräns mot norra Portugal.

## Sträckning
Río Miño är en av Iberiska halvöns huvudfloder, Den upprinner på nordöstra Galiciens berg, har först sydvästligt, därefter ett nästan sydligt och nedanför Orense åter sydvästligt lopp samt faller ut vid Caminha i Atlanten. I sin nedre del bildar den gräns emellan Spanien och Portugal. Ända till Orense strömmar floden mellan branta stränder i en smal, av klippor uppfylld bädd. Vid Orense vidgar sig floddalen. Först 40 kilometer från mynningen, blir den farbar med mindre fartyg. Flodens längd utgör 275 kilometer och dess avrinningsområde uppgår till 17 000 kvadratkilometer. Den enda betydande bifloden är Sil (från vänster), som upprinner på berget Peña Rubia i Kantabriska bergen samt är längre och vattenrikare än huvudfloden.